# Sant Vicenç de Portolers
Sant Vicenç de Portolers founa una capella i hospital de pelegrins de l'antic terme de Vià, pertanyent al terme comunal de Font-romeu, Odelló i Vià, de l'Alta Cerdanya, a la Catalunya del Nord.
Les seves restes estan situades al sud del terme comunal al qual pertany, al sud del poble de Vià, molt a prop del termenal amb Sallagosa i Estavar, al sud-oest del Bosc de Vià.
Només en queden els fonaments, que permeten de veure perfectament la planta que tenia la capella.